# Windhoek-Lafrenz
Das Lafrenz-Industriegebiet (englisch Lafrenz Industrial) ist ein Gewerbegebiet und Stadtteil von Windhoek, der Hauptstadt Namibias. Es liegt im Nordwesten der Stadt, westlich der Nationalstraße B1 unmittelbar gegenüber dem Nördlichen Industriegebt.
Hier befindet sich Leichtindustrie und verarbeitendes Gewerbe.